# Stari Brod (Chorwacja)
Stari Brod – wieś w Chorwacji, w żupanii sisacko-moslawińskiej, w gminie Lekenik. W 2011 roku liczyła 166 mieszkańców.